# Башта Климента
Башта Климента — пам'ятка архітектури національного значення в Автономній Республіці Крим (охор. № 010055/1). Башта була побудована 8 травня 1348 року (згідно напису на мармуровій плиті), і розташована в м. Феодосія за адресою вул. Портова, 14.
Башта складається з трьох ярусів, прямокутна в плані, з відкритим північним кутом всередину цитаделі. Саме вона захищала великі ворота, які вели до фортеці. Вежа трохи виступала над мурами, прилеглими з півночі і заходу, що забезпечувало кращий їх захист і можливість кращого огляду території. У стінах нижнього ярусу не було входу з землі — тут знаходилися шість бійниць, що виходили на чотири сторони. У верхньому ярусі розташовані вікна-амбразури. Збереглися гнізда для дерев'яних балок, на яких кріпилися плоскі дерев'яні перекриття. Завершувалася башта зубцями-мерлонами, що огороджували верхній бойовий майданчик.
На західній стіні вежі є ніша, в яку була вмурована мармурова плита, що зберігається в краєзнавчому музеї Феодосії, з написом про час будівництва: «В літо Господнє 1348 в день восьмий місяця травня, коли дарована була милість Клементом папою, для звеличення Христа була побудована ця вежа». Крім напису, на плиті зображені латинський хрест-герб Генуї і татарська тамга з півмісяцем — герб Кафи, а також символи консулів Кафи та інших знатних посадових осіб.
Первісно башта носила ім'я Святого Антонія, а ім'я Климента отримала після того, як В. Н. Юргевич опублікував в «Записках Одеського Товариства історії та старожитностей» переклад напису на заставній плиті, що зберігалася в Феодосійському музеї.